# Томос к Флавиану

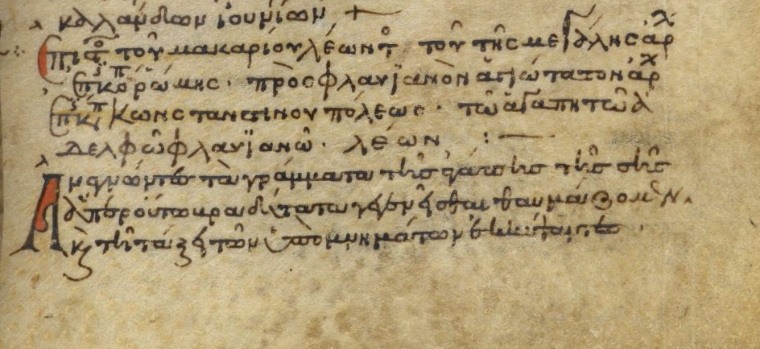
Томос Льва Флавиану. Греческая рукопись 1111 года. Британская библиотека.

То́мос к Флавиа́ну (лат. Tomus ad Flavianum, Epistola ad Flavianum) — догматическое послание папы римского Льва I (440—461) к константинопольскому патриарху Флавиану (447—449), написанное в июне 449 года в связи с учением архимандрита Евтихия. 
В этом послании, в написании которого принял участие секретарь папы Проспер Аквитанский, было сформулировано учение о двух природах Иисуса Христа, божественной и человеческой и об их соединении в одном лице. В томосе говорится также о двух волях и двух энергиях. Томос стал программным документом православной церкви в ее борьбе с монофизитством. В Libellus Hormisdae, которую после завершения Акакианской схизмы в 519 году должен был подписать каждый епископ, особо подчёркивалась верность посланиям Льва I, в частности Томосу.
Хотя предшественники Льва I были авторами многочисленных посланий, эти послания, если и касались богословских вопросов, не содержали подробных рассуждений. Послания Льва позволяют рассматривать его как первого богослова на римской кафедре. Томос стал одним из важнейших вероучительных документов, вследствие чего значительно возрос авторитет папы на Востоке. Большое значение, которое придавали Томосу, вскоре породило легенды о его почти сверхъестественном происхождении. Предание, изложенное Иоанном Мосхом о том, как папа положил Томос на гробницу святого Петра, попросив его исправить, если там есть ошибки, и через сорок дней получил ответ от апостола: «прочитал и исправил», было известно даже в Древней Руси.
Томос был зачитан и одобрен на Халкидонском соборе в 451 году. Соответственно, современные нехалкидонские церкви, отвергая Халкидонский собор, отвергают и Томос. В последующие века Томос получил позитивную оценку на ряде церковных соборов, а Отцы Церкви V—VIII веков, такие как Анастасий Синаит, Максим Исповедник и Иоанн Дамаскин, часто цитировали его в своих догматических произведениях.

## Мнение Древневосточных Церквей
Суть Томоса папы Льва можно свести к желанию показать самоочевидность исповедания двух природ во Христе, притом, что Он являет Собой одно лицо. Отличие же учения папы, по сравнению с греческими дохалкидонскими системами, в том, что он писал на латыни, а потому использовал латинскую терминологию, которая после принятия греками так называемой «каппадокийской реформы» не совпадала с терминологией греческой. Для греков их термин «ипостась» соотносился с понятием «лицо», для латинян же их аналог ипостаси «субстанция» соотносилась с понятием «сущность», поэтому Лев просто не мог помочь грекам в их споре о количестве во Христе ипостасей. В то же время, невозможность использования в латинском тексте любимого греками понятия ипостаси привело к тому, что Лев прямо назвал «двумя природами» то, что у несториан называлось «двумя ипостасями»: 
«Каждая из двух природ в соединении с другой действует так, как ей свойственно: Слово делает свойственное Слову, а плоть исполняет свойственное плоти».
То, что Слово (Бог Сын) является не божественным лицом (для греков еще и ипостасью), а «природой», является богословской революцией совершенной Львом. Но и этим уникальность томоса не заканчивается. Лев не просто переименовал «ипостаси» в «природы», но и сделал «природы» субъектами действия. Но все становится на свои места, если понимать, что под «природой» Лев подразумевает то, что Несторий подразумевал под «ипостасью». Именно это учение Льва о двух действующих природах впоследствии спровоцировало новый виток конфликта, когда в Церкви седьмого века начали спорить уже о количестве во Христе действий и воль. Ведь если субъект действия и воли не Сам единый Христос, как ипостась Бога Слова воплощенного, а субъекты действия и воли во Христе природы, то конечно же во Христе из двух природ два действия и две воли.